# Departamento Cardenal Caro
El departamento Cardenal Caro fue uno de los departamentos que integró la antigua provincia de Colchagua antes de la regionalización de 1976. Recibió el nombre del Cardenal José María Caro Rodríguez, nacido en San Antonio de Petrel de Pichilemu.
Fue segregado a partir del territorio del departamento de Santa Cruz.

## Historia
Un proyecto de ley presentado en 1972 por el presidente Salvador Allende determinó la creación, por ley 17.965 publicada el 4 de septiembre de 1973, del departamento Cardenal Caro, integrado por las comunas de Pumanque, La Estrella, Rosario Lo Solís, Pichilemu y Marchigüe, su capital departamental.
El quiebre institucional ocurrido tras el golpe de Estado el 11 de septiembre de 1973 impidió la normal implementación del nuevo departamento. Con el proceso de regionalización impulsado por la dictadura militar de Augusto Pinochet, el departamento fue suprimido en 1976.

## Subdelegaciones y comunas
Fue integrado por las comunas de Pumanque, La Estrella, Rosario Lo Solís, Pichilemu y Marchigüe.

## Administración
La administración estaba en Marchigüe, ciudad donde se encontraba la Gobernación Departamental.

## Límites
- Al norte: provincia de O'Higgins y departamento de San Antonio
- Al oeste: Océano Pacífico
- Al este: departamento de Santa Cruz
- Al sur: Paredones, departamento de Santa Cruz